# 't Oever
 't Oever of Het Oever is een buurtschap in de gemeente Putten, provincie Gelderland. De buurtschap ligt ten zuiden van Dasselaar en ten westen van Norden. 't Oever ligt in het westen van de gemeente aan het Nuldernauw, een voormalig deel van de Zuiderzee. De buurtschap bestaat uit twee wegen: Het Oeverstraat en Waterweg. 't Oever bestaat voornamelijk uit boerderijen. Nulde is de naam van het vroegere gehucht.
Ten westen van de buurtschap ligt de A28. Net iets over de A28 ligt Strand Nulde, bestaande uit een strand en een jachthaven. Ten oosten van 't Oever aan de Vanenburgerallee ligt Kasteel Vanenburg.
Hoofdplaats: Putten

Buurtschappen: Bijsteren · Diermen · Gerven · Halvinkhuizen · Hell · Hoef · Huinen · Huinerbroek · Huinerwal · Koudhoorn · Krachtighuizen · 't Oever · Steenenkamer · Veenhuizerveld

Gelderland: Steden en dorpen in Gelderland      Nederland: Provincies · Gemeenten